# دهستان چشمه‌سبز
دهستان چشمه‌سبز دهستانی در بخش گلمکان شهرستان گلبهار در استان خراسان رضوی ایران به مرکزیت روستای چنار است. این دهستان بر اساس مصوبه هیئت وزیران در تاریخ ۱۲ آبان ۱۳۹۹ تأسیس شد.